# Jarud-Banner

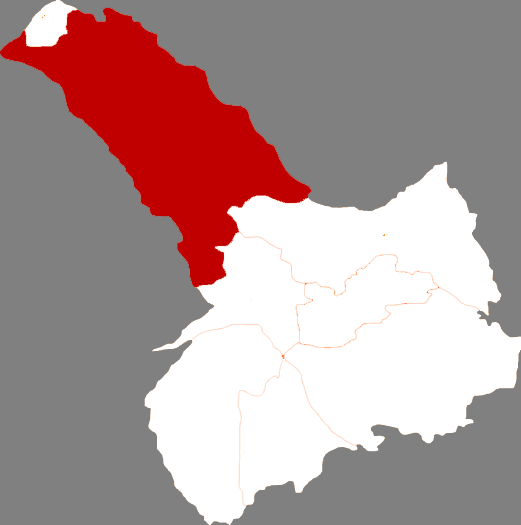
Lage des Jarud-Banners in Tongliao

Das Jarud-Banner (chinesisch 扎鲁特旗, Pinyin Zālǔtè Qí; mongolisch ᠵᠠᠷᠤᠳ ᠬᠣᠰᠢᠭᠤ Jarud qosiɣu) ist ein Banner der bezirksfreien Stadt Tongliao im Südosten des Autonomen Gebietes Innere Mongolei im Nordosten der Volksrepublik China. Es hat eine Fläche von 17.193 km² und zählt 300.000 Einwohner (2004). Sein Hauptort ist die Großgemeinde Lubei (鲁北镇).

## Administrative Gliederung
Auf Gemeindeebene setzt sich das Banner aus acht Großgemeinden, einer Gemeinde und elf Sum zusammen. 